# Pose longue (photographie)

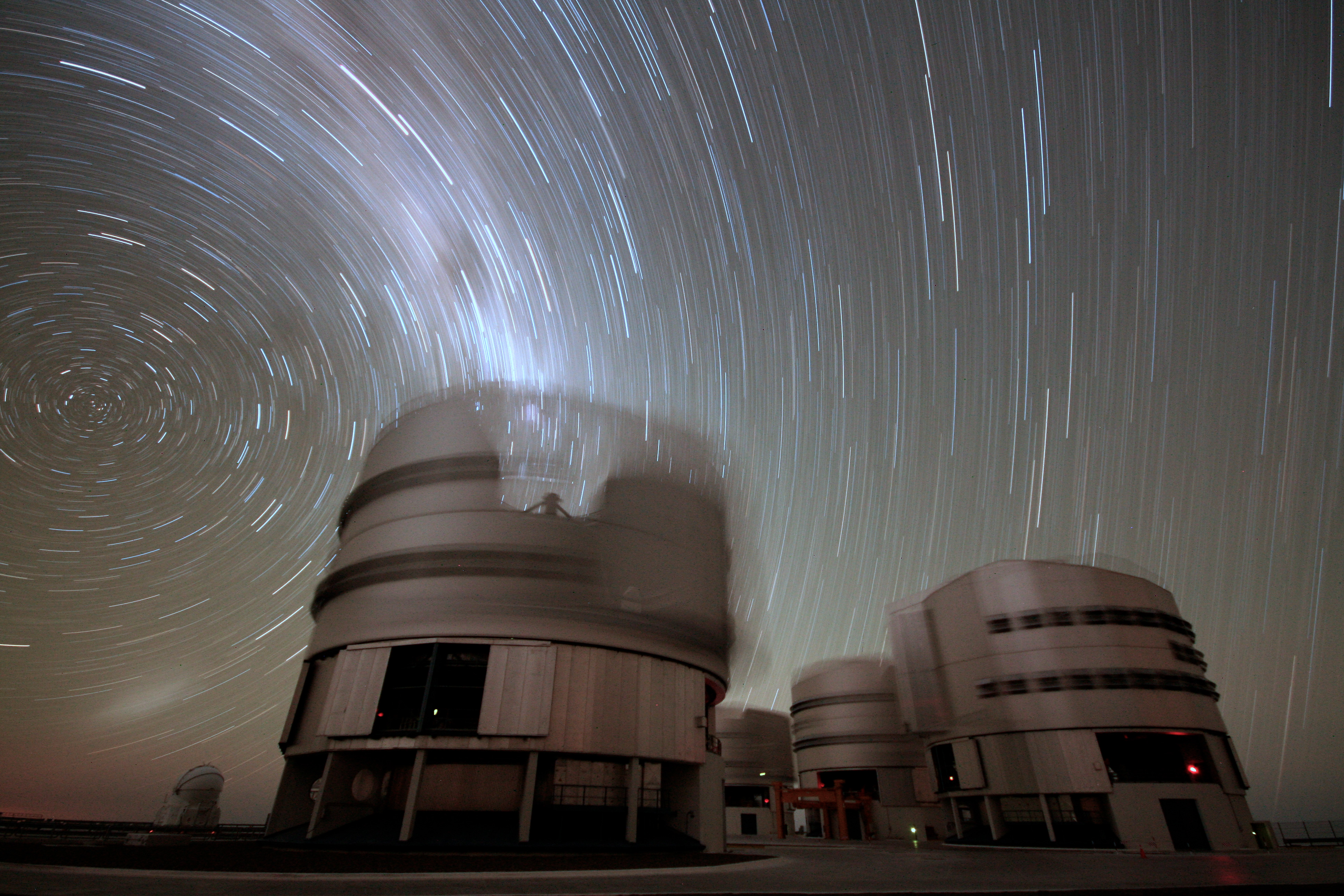
Une pose de 45 minutes prise sous le ciel noir et clair typique du Cerro Paranal, les étoiles laissent des trainées dans leur danse autour du pôle Sud céleste (à gauche) (filé d'étoiles).

Une pose longue consiste, en photographie, à utiliser, de jour, un temps de pose assez long pour capter nettement les éléments fixes d'une scène tout en supprimant les éléments en mouvement ou en les rendant flous et, de nuit, à transformer les sources lumineuses mobiles en trainées lumineuses.
Cette technique est à la base du light-painting.

## Technique
Quand une scène inclut des sujets fixes et en mouvement (par exemple, une rue avec des voitures en mouvement ou une caméra dans une voiture montrant un tableau de bord fixe et le paysage en mouvement), un long temps de pose permet de créer des effets intéressants, comme des sentiers de lumière.
Les poses longues sont plus faciles à accomplir dans des conditions de faible éclairage, mais elles peuvent être faites sous une lumière intense à l'aide d'un filtre ND ou à l'aide d'appareils photo conçus spécialement pour cela.

### Photographies de nuit

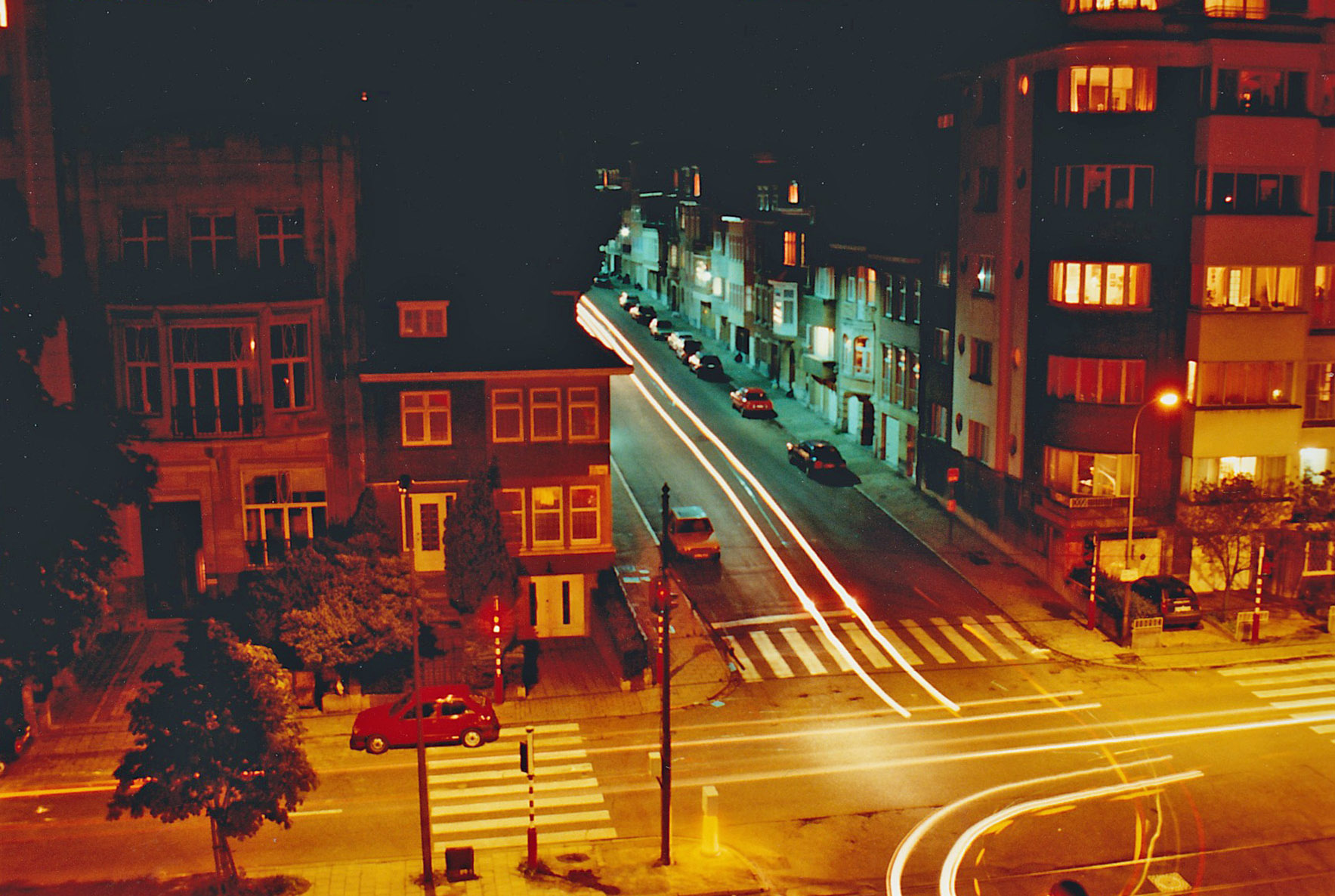
L'avenue Winston Churchill, à Bruxelles, vue de nuit.

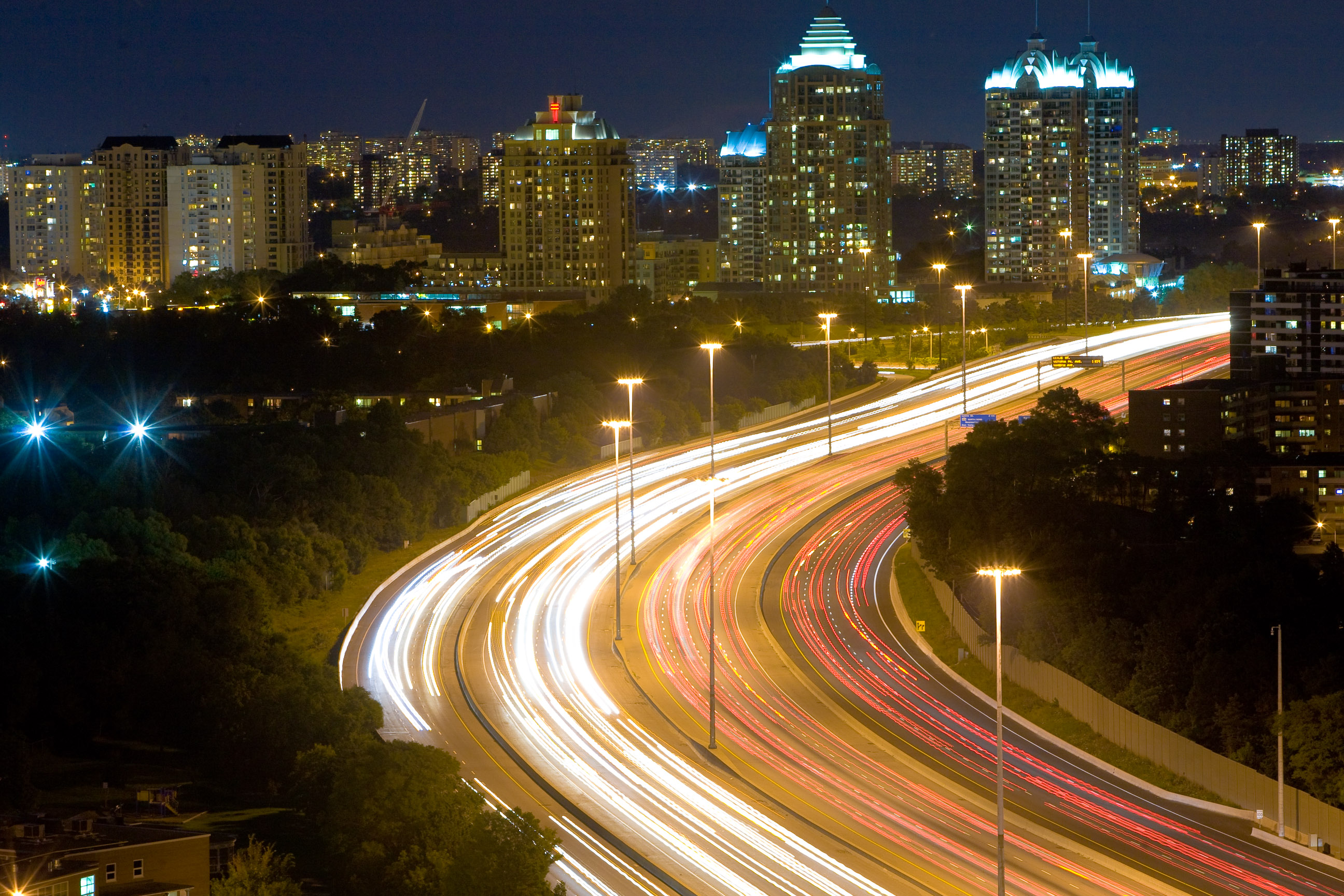
En prenant un temps de pose plus long (8 secondes dans ce cas), non seulement on peut voir des détails dans les parties sombres de la scène, mais les phares des véhicules sur l'autoroute deviennent des traînées.

La photographie en pose longue est souvent utilisée pour donner l'impression qu'une photo qui a été prise la nuit est éclairée comme en plein jour. En laissant l'obturateur ouvert pendant un temps assez long, plus de lumière est absorbée, créant ainsi une photographie plus lumineuse. Si l'appareil reste fixe pendant toute la période durant laquelle l'obturateur est ouvert, on peut obtenir une photographie à la fois lumineuse et très nette.

### Light painting

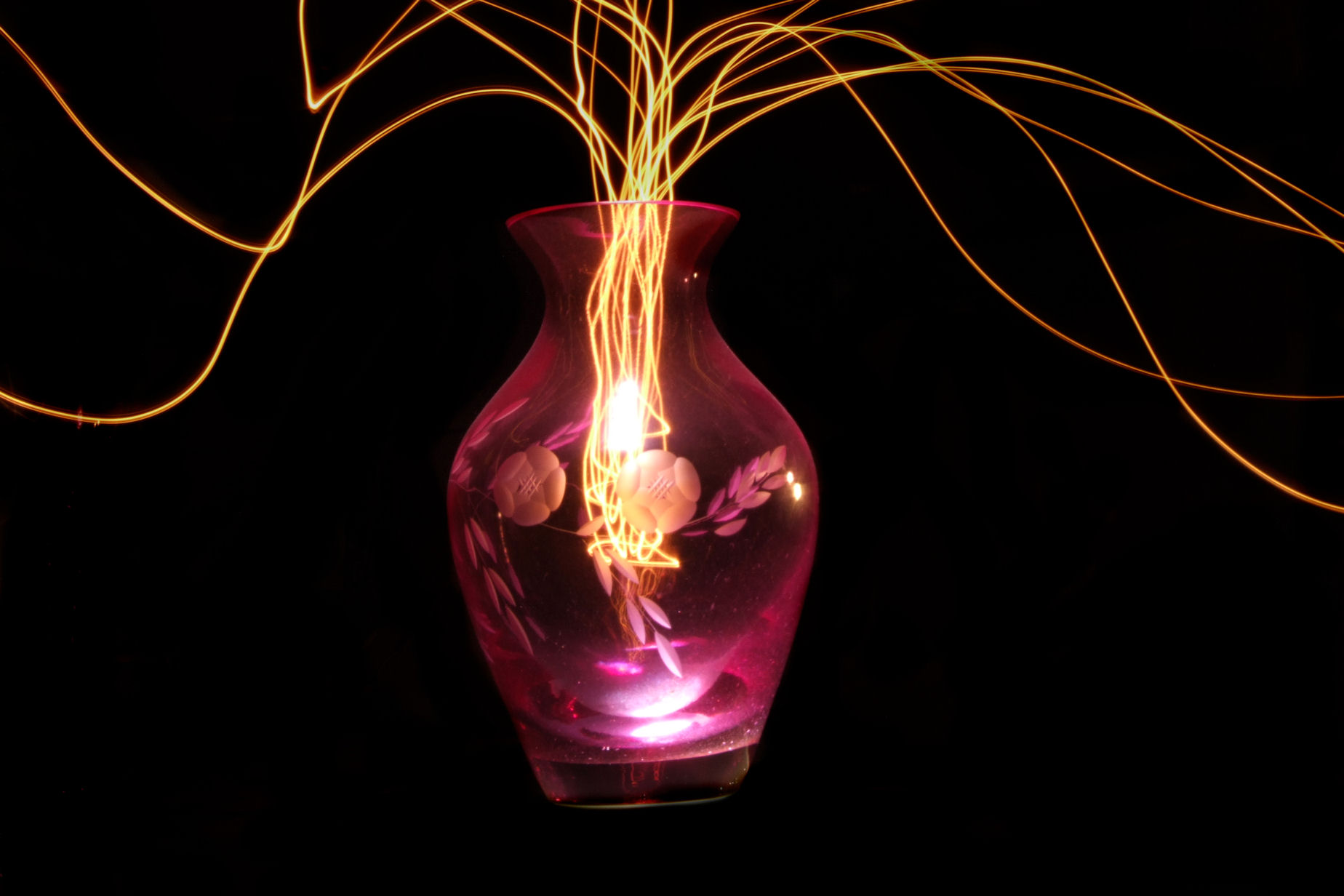
Exemple de light painting

Pour cette technique, la scène est maintenue très sombre, et le photographe ou un assistant décrivent devant l'appareil des mouvements à l'aide d'une source de lumière. Celle-ci peut être éteinte entre les mouvements. Souvent, les objets fixes sont rapidement éclairés par des spots ou par un ou plusieurs flash, ou enfin en agrandissant l'ouverture de l'objectif.

### L'eau et la photographie pose longue

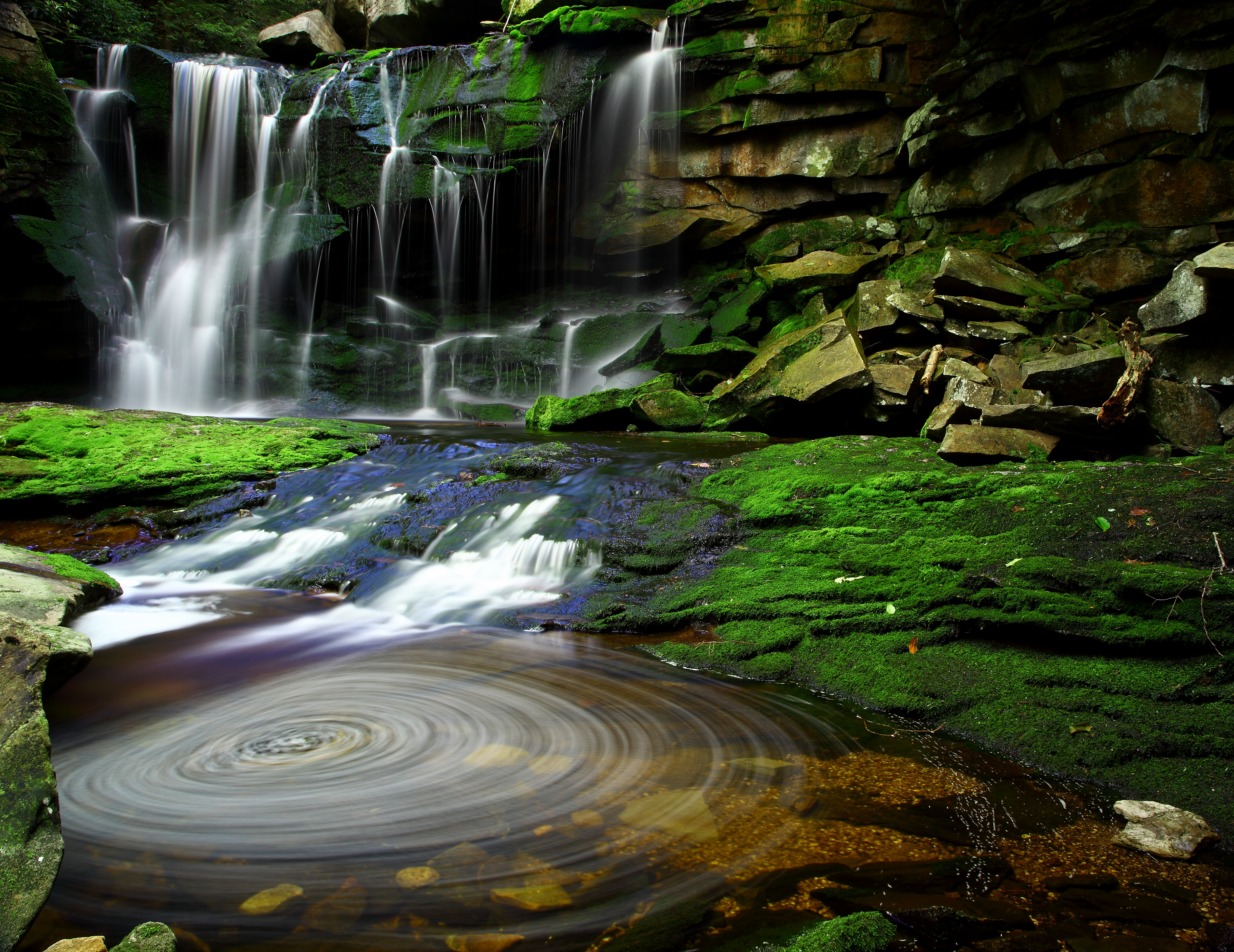
Un temps de pose de 30 secondes permet d'obtenir nettement les éléments fixes de la scène, tout en rendant la cascade floue, comme si elle était plongée dans la brume. Les impacts avec la surface de l'eau tourbillonnante du bassin forment des cercles parfaits.

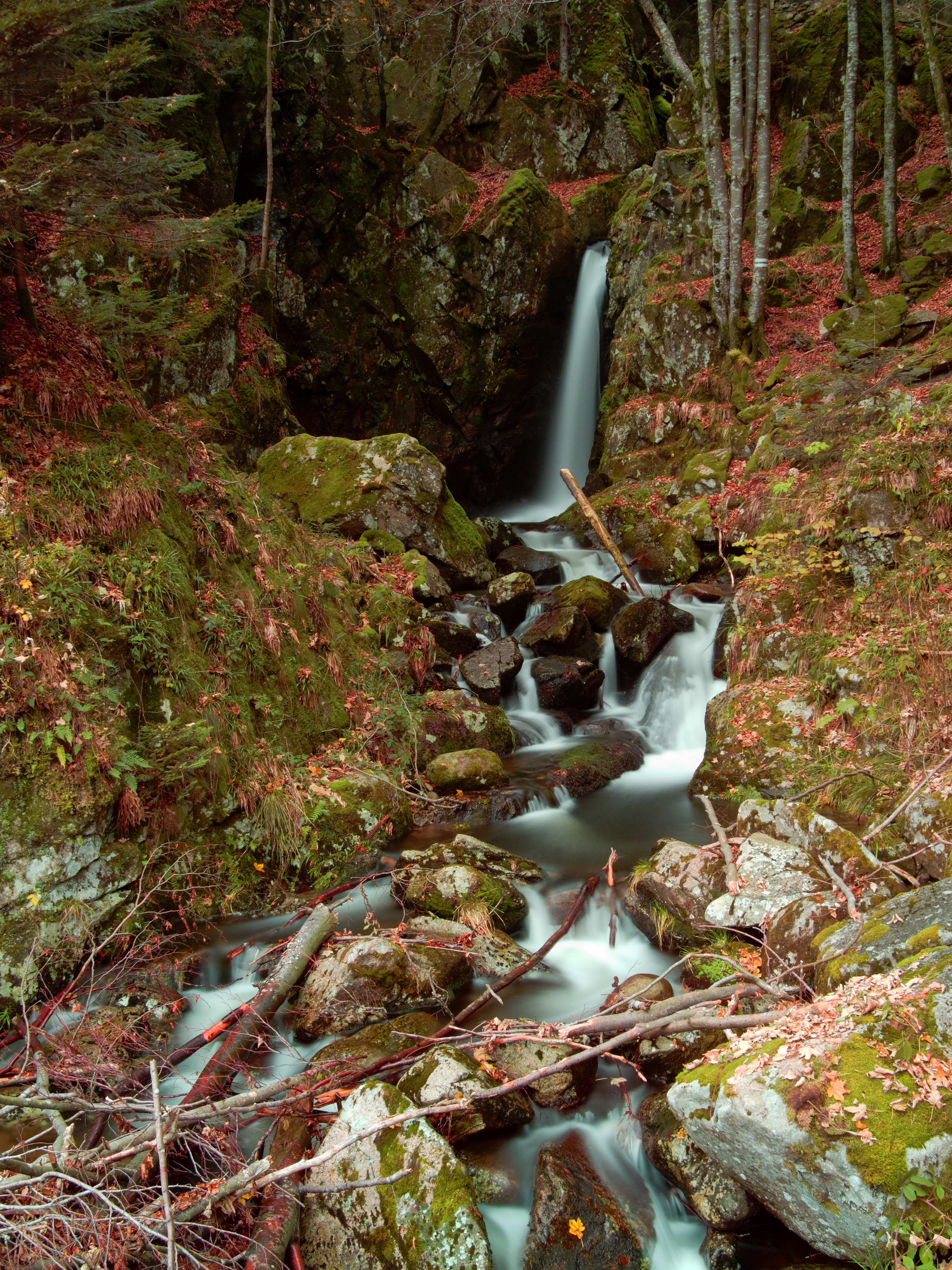
Cascade du Saut de la Truite, à Lepuix (Territoire de Belfort, France).

Une pose longue peut rendre l'eau en mouvement floue, donnant un effet de brume, tout en gardant la netteté des éléments fixes comme le paysage et les structures.

## Solarographie

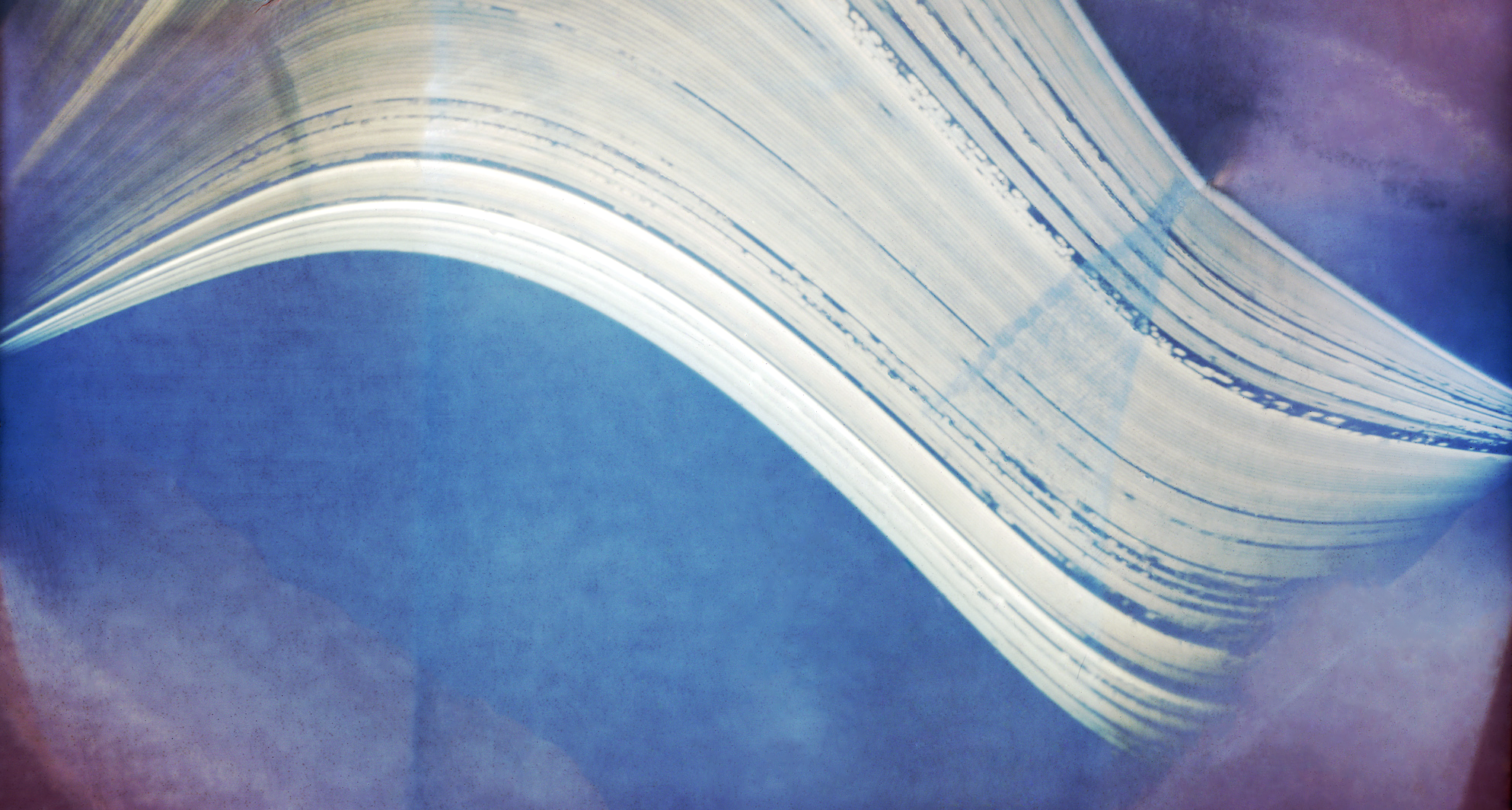
Un solarographe pris depuis l'APEX de l'Observatoire européen austral à l'Observatoire du Llano de Chajnantor

Des photographies longue pose peuvent avoir pour objet le suivi de la course du soleil. On parle alors parfois de solarographie.
Un exemple nous est fourni par le photographe Justin Quinnell, avec sa photo montrant la trace des passages du soleil au-dessus du pont suspendu de Clifton du 19 décembre 2007 au 21 juin 2008, qui a donc nécessité une durée d'exposition de 6 mois. Participant à l'exposition Slow light: 6 months over Bristol (en français Lumière lente, 6 mois au-dessus de Bristol), Quinnel a dit de cette œuvre qu'elle capturait "une période de temps au-delà de ce qu'on peut percevoir avec notre propre vision". 
Cette méthode de solarographie ne nécessite qu'un simple sténopé solidement fixé dans une position immobile. Quinnel fabriqua son appareil à l'aide d'une cannette de boisson vide percée d'une ouverture d'un diamètre de 0,25 mm, et d'une seule feuille de papier photographique.